# Cucujídeos
Cucujídeos (cientificamente denominados Cucujidae; popularmente denominados, em inglês, flat bark beetles; cujo significado, em português, é "besouros de casca plana": "casca" referindo-se aos élitros) é uma família de insetos da ordem Coleoptera, classificada por Pierre André Latreille no ano de 1802 e apresentando pouco mais de sessenta espécies, seis delas europeias, que estão apenas ausentes na maioria das ilhas oceânicas, na maior parte do Ártico, na região afro-tropical e na Antártida; com a maioria delas estando distribuídas no Holártico, Extremo Oriente e Australásia; no passado descritas em quatro gêneros e atualmente cinco gêneros, com a inclusão do gênero sul-americano Thesaurus após um estudo de filogenia datado de abril de 2020.

## Descrição
São besouros alongados, de pequeno a médio porte, caracterizados pelo extremo achatamento dorsoventral e possuindo coloração castanha, avermelhada, enegrecida ou amarelada; muito raramente de outras cores como na espécie japonesa Cucujus mniszechi, que apresenta os élitros azulados; podendo, as suas cores fortes, estarem relacionadas com o apossematismo. As antenas possuem onze segmentos e a cabeça é, geralmente, triangular e mais larga que o protórax, parecendo desproporcional ao corpo. Escutelo quadrado a pentagonal e élitros paralelos, aplainados, cobrindo completamente o abdômen; suas superfícies muito finamente perfuradas e, muitas vezes, pubescentes; geralmente não apresentando estrias, embora às vezes ocorram linhas vagas longitudinais e indícios de estrias incompletas.

## Hábitos
Os Cucujidae são encontrados, em sua maioria, sob a casca de árvores mortas, onde adultos e larvas apresentam hábitos de alimentação herbívora, geralmente se alimentando de fungos ou tecido vegetal em decomposição, e de predação de ácaros e insetos, como Cucujus haematodes, que alimenta-se de várias larvas de insetos que caça sob as cascas. Em condições do Ártico podem resistir ao congelamento. As espécies neotropicais do gênero Palaestes apresentam mandíbulas desenvolvidas, em forma de foice. Os Cucujidae são uma das menores famílias de coleópteros, anteriormente maior, com as subfamílias Laemophloeinae, Silvaninae e Passandrinae, em revisões do final do século XX e início do século XXI,
elevadas ao status familiar.

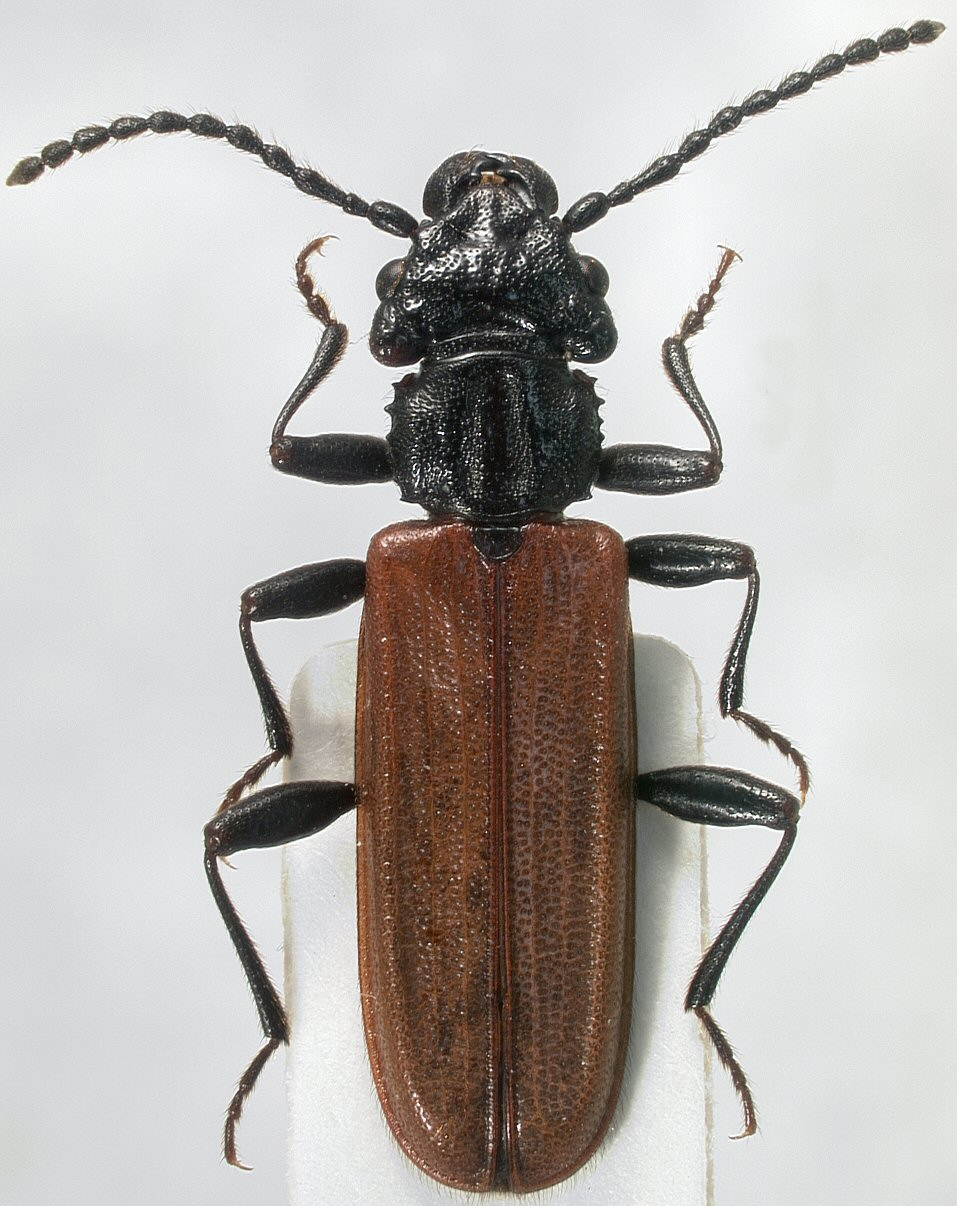
Fotografia de Cucujus coccinatus, do Japão.

## Gêneros de Cucujidae, número de espécies e distribuição
- Cucujus - espécies, distribuídas pelo Holoártico.[17]
- Palaestes - espécies de distribuição neotropical.[17]
- Pediacus - espécies principalmente holoárticas, mas estendendo-se para o sul, na região neotropical e Austrália.[17]
- Platisus - espécies na Austrália e Nova Zelândia.[17]
- Thesaurus - espécies de distribuição neotropical; uma extinta.[7]